# Toby Leonard Moore
Toby Leonard Moore, född 1981 i Sydney, är en australiensisk skådespelare mest känd som rollerna Victor i filmen John Wick och James Wesley i serien Daredevil.